# 363
363 foi um ano comum do século IV que teve início e terminou a uma quarta-feira, segundo o Calendário Juliano. A sua letra dominical foi E.
| Ano completo                        |
| ----------------------------------- |
| Ano comum com início à quarta-feira |

## Eventos

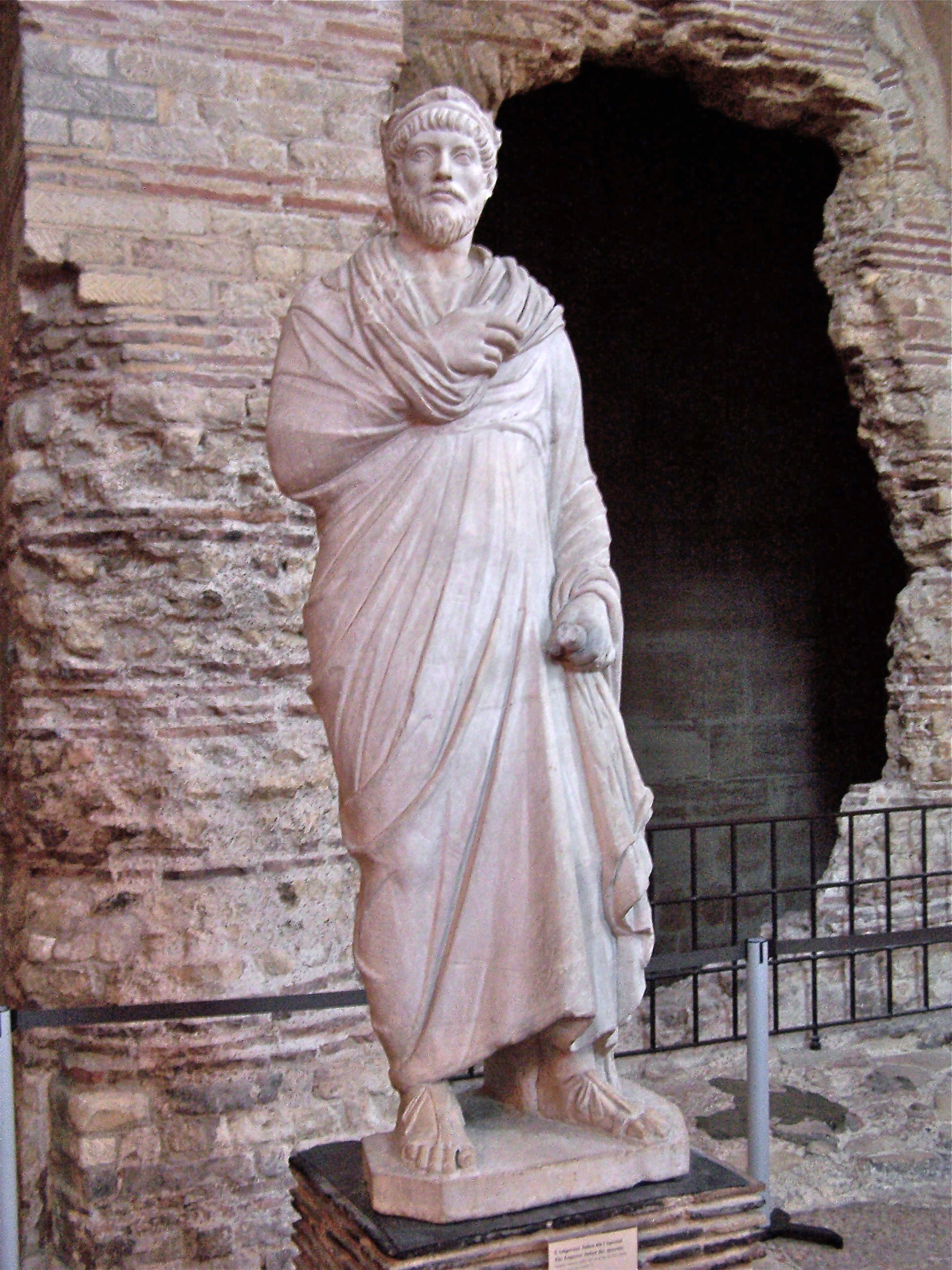
Juliano, esculpido entre 361-400
Museu de Cluny, Paris

- 5 de março - O imperador romano Juliano parte de Antioquia com um exército de 90 000 homens para atacar o Império Sassânida, numa campanha que ocasionaria a sua própria morte.

## Mortes
- ? - martírio de São Manuel, sob as ordens de Juliano, o Apóstata.
- 23 de junho - Morre o imperador Juliano, o Apóstata na Batalha de Ctesifonte.